# パーソナルCOLOR
「パーソナルCOLOR」（パーソナルカラー）は、日本のヒップホップユニット・Hilcrhymeの通算9枚目のシングル。2011年9月7日にユニバーサルJから発売された。

## 概要
- テレビ東京系ドラマ『IS〜男でも女でもない性〜』のエンディングテーマとなっている。
- 初回限定版のみ、『パーソナルCOLOR』のPVを収録したDVDがつく。

## 収録曲
1. パーソナルCOLOR（作詞：TOC、作曲：TOC & DJ KATSU、編曲：DJ KATSU）　（4：58）
2. 朱ノ鷺（作詞：TOC、作曲：TOC & DJ KATSU、編曲：DJ KATSU）　（3：38）